# Verdello
Verdello é uma comuna italiana da região da Lombardia, província de Bérgamo, com cerca de 6.494 habitantes. Estende-se por uma área de 7 km², tendo uma densidade populacional de 928 hab/km². Faz fronteira com Arcene, Ciserano, Comun Nuovo, Levate, Pognano, Spirano, Verdellino.

## Demografia
| Variação demográfica do município entre 1861 e 2011                               |
|                                                                                   |
| Fonte: Istituto Nazionale di Statistica (ISTAT) - Elaboração gráfica da Wikipedia |